# Щоденник слабака (фільм)
«Щоденник слабака» (англ. Diary of a Wimpy Kid) — це американський комедійний фільм 2010 року, знятий Тором Фройденталем за мотивами однойменного роману Джефа Кінні, опублікованого у 2007 році. Головні ролі у фільмі виконали Закарі Гордон, Роберт Кепрон, Девон Бостік, Рейчел Гарріс, Стів Зан і Хлоя Грейс Морец.
Кіностудія 20th Century Fox випустила фільм у прокат в США 19 березня 2010 року. Стрічка отримала змішані відгуки від кінокритиків та зібрала у світовому прокаті 76 мільйонів доларів при бюджеті 15 мільйонів доларів.
Фільм започаткував кінофраншизу, що складається з трьох сиквелів: "Правила Родріка" (2011), "Собачі дні" (2012) та "Довга дорога" (2017). У 2021 році вийшла нова анімаційна адаптація, яка стала початком серії з трьох мультфільмів. Продовженнями стали "Правила Родріка" (2022) та "Різдвяна лихоманка" (2023).

## Сюжет
Хлопчик на ім’я Ґреґ Гефлі веде щоденник про своє щоденне життя, мріючи, що колись стане «багатим і знаменитим». Він живе з батьками — Сюзан та Френком, зі своїм розпещеним молодшим братиком Менні та старшим братом Родріком, який постійно його дратує.
У перший день середньої школи Ґреґ швидко стикається з труднощами — у хлопчачому туалеті відсутні двері в кабінках, а знайти місце в їдальні непросто. Під час уроку фізкультури він та його найкращий друг Ровлі Джефферсон тікають із гри «Гладіатор» і знайомляться з Енджі Стедман — ученицею сьомого класу, яка тримається осторонь, щоб «вижити». Вони помічають запліснявілий шматок сиру на баскетбольному майданчику та дізнаються про «Сирну Прокляття» — якщо його торкнутися, то станеш ізгоєм, і позбутися його можна лише передавши іншому через дотик.
Ґреґ мріє стати найпопулярнішим учнем у школі та потрапити в шкільний альбом як «улюбленець класу».
На Геловін Ґреґ і Ровлі вирушають по цукерки, але на них нападає група підлітків на пікапі, обстрілюючи вогнегасником і женучись за ними до бабусиного будинку Ґреґа. Вони рятуються після того, як Ґреґ випадково пошкоджує їхню машину тримером для бур’яну.
У спробах здобути популярність хлопці вступають до шкільного патруля безпеки та беруть участь у конкурсі на кращого шкільного карикатуриста. Під час гри, яку вони самі вигадали, Ґреґ випадково ламає Ровлі руку. У результаті Ровлі стає популярним і виграє конкурс карикатур. Під час одного з чергувань Ґреґ супроводжує дітей-дошкільнят без Ровлі. Побачивши пікап, схожий на той, що був на Геловін, він ховає дітей на будівництві. Оскільки на ньому був пальто Ровлі, сусід помилково приймає його за Ровлі. Ґреґ тікає, залишивши дітей самих. Після цього Ровлі несправедливо відсторонюють від патруля, поки Ґреґ не зізнається. Його звільняють із патруля, а Ровлі поновлюють і призначають капітаном. Вони сваряться, і Ровлі припиняє з ним дружбу. Ґреґ намагається помиритися з ним на танцях для матерів і синів, але бачить, що Ровлі вже подружився з Коліном Лі.
Після школи між Ґреґом і Ровлі відбувається конфлікт, і натовп учнів підбурює їх до бійки. В цей момент з’являються ті самі підлітки з Геловіну. Вони женуть дітей у школу, змушують Ровлі з’їсти сир і тікають, коли прибуває вчитель фізкультури, тренер Малон. Коли учні повертаються й бачать, що сир зник, Ґреґ бере провину на себе, щоб захистити Ровлі, і вони миряться.
Наприкінці навчального року Ґреґ і Ровлі потрапляють на сторінку шкільного альбому як «Наймиліші друзі».

## У ролях
| Актор            | Роль              |
| ---------------- | ----------------- |
| Закарі Гордон    | Грег Геффлі       |
| Роберт Кепрон    | Роулі Джефферсон  |
| Рейчел Гарріс    | Сьюзан Геффлі     |
| Стів Зан         | Френк Геффлі      |
| Девон Бостік     | Родрік Геффлі     |
| Хлоя Грейс Морец | Енджі Стедман     |
| Грейсон Рассел   | Фреглі            |
| Лейн МакНейл     | Петті Фаррелл     |
| Каран Брар       | Чіраґ Ґупта       |
| Алекс Ферріс     | Коллін Лі         |
| Ендрю МакНі      | Тренер Мелоун     |
| Беліта Морено    | Місіс Нортон      |
| Альф Хамфріс     | Містер Джефферсон |
| Кей Капрон       | Місіс Джефферсон  |

## Виробництво
У 2008 році було прийнято рішення про створення фільму за мотивами першого роману серії «Щоденник Слабака». У грудні того ж року режисером проекту був призначений Тор Фройденталь. У липні 2009 року Закарі Гордон був затверджений на роль Грега Геффлі. Рейчел Гарріс отримала роль Сьюзен Геффлі, матері Грега. У серпні 2009 року Стів Зан був обраний для виконання ролі Френка Геффлі, батька Грега. У цьому ж місяці ролі Родріка Геффлі та Роулі Джефферсона були віддані Девону Бостіку та Роберту Кепрону відповідно. Зйомки почалися 12 серпня 2009 року.

## Реліз
Вихід фільму у форматі DVD та Blu-ray відбувся 3 серпня 2010 року. Видання на Blu-ray доповнено шістьма сторінками з щоденника персонажа Роулі Джефферсона, що має назву «Щоденник чудового, доброзичливого малюка». Фільм став доступним для перегляду на платформі Disney+ з 12 листопада 2019 року.

## Оцінка критиків
На платформі Rotten Tomatoes фільм отримав 55% схвалення від 106 кінокритиків, з середньою оцінкою 5,5 балів із 10. Рейтинг фільму на Metacritic становить 56 зі 100, що відповідає категорії «змішані або середні відгуки», і базується на 26 оглядах. Згідно з опитуванням CinemaScore, глядачі оцінили фільм на рівні «А-».

## Касові збори
Попри відсутність масштабної рекламної кампанії, фільм «Щоденник слабака» зібрав 22,1 мільйона доларів у прокаті, демонструючись на 3400 екранах у 3077 кінотеатрах. Цей результат дозволив фільму посісти друге місце в бокс-офісі, поступаючись лише фільму «Аліса в країні чудес» і випередивши фільм «Полювання на колишню». Ця адаптація стала першим таким масштабним проектом в історії адаптації неанімаційних, нехудожніх книг для дітей. Загальні збори фільму склали 75 700 498 доларів США, з яких 64 003 625 доларів було зібрано в Північній Америці, а решта – на інших територіях.

## Нагороди
| Рік  | Нагорода                        | Категорія                                      | Одержувачі | Результат |
| ---- | ------------------------------- | ---------------------------------------------- | --- | --------- |
| 2011 | Nickelodeon Kids' Choice Awards | Улюблений фільм                                | Щоденник слабака | Номінація |
| 2011 | Молодий актор                   | Головна чоловіча роль в повнометражному фільмі | Закарі Гордон | Номінація |
| 2011 | Молодий актор                   | Актор другого плану в повнометражному фільмі   | Роберт Капрон | Номінація |
| 2011 | Молодий актор                   | Актор другого плану в повнометражному фільмі   | Алекс Ферріс | Номінація |
| 2011 | Молодий актор                   | Актриса другого плану в повнометражному фільмі | Лейн Макніл | Номінація |
| 2011 | Молодий актор                   | Акторський склад в повнометражному фільмі      | Закарі Гордон, Роберт Капрон, Девон Бостік, Хлоя Грейс Морец, Лейн МакНіл, Грейсон Рассел, Каран Брар та Алекс Ферріс | Перемога  |